# چارلی پالمر (بازیکن فوتبال)
چارلی پالمر (انگلیسی: Charlie Palmer؛ زادهٔ ۱۰ ژوئیهٔ ۱۹۶۳) بازیکن فوتبال اهل انگلستان است.